# Northview
Northview is een plaats (census-designated place) in de Amerikaanse staat Michigan, en valt bestuurlijk gezien onder Kent County.

## Demografie
Bij de volkstelling in 2000 werd het aantal inwoners vastgesteld op 14.730.

## Geografie
Volgens het United States Census Bureau beslaat de plaats een oppervlakte van
28,7 km², waarvan 27,0 km² land en 1,7 km² water.

## Plaatsen in de nabije omgeving
De onderstaande figuur toont nabijgelegen plaatsen in een straal van 12 km rond Northview.